# グルカン 1,6-α-イソマルトシダーゼ
グルカン 1,6-α-イソマルトシダーゼ(Glucan 1,6-alpha-isomaltosidase, EC 3.2.1.94)は、系統名を6-α-D-グルカン イソマルトヒドロラーゼ(6-alpha-D-glucan isomaltohydrolase)という酵素である。以下の化学反応を触媒する。
多糖の(1->6)-α-D-グルコシド結合を加水分解し、非還元末端からイソマルトースを遊離する。
6-8個のグルコース単位を含む1,6-α-D-グルカン上で最適活性となる。